# 军事谊文出版社
军事谊文出版社，位于北京市西城区安定门外黄寺大街乙一号，是以出版军事图书为主的中央级出版社。

## 简介
军事谊文出版社成立于1983年6月18日，时名军事译文出版社。社名由时任中华人民共和国国防部部长张爱萍题写。1992年6月19日更名为军事谊文出版社。该社主要翻译和出版外国军事及相关著作、国际情报斗争及军事外交等方面著作，出版军事辞典等军事类工具书以及同国防和军队建设相关的著作。
1993年4月，军事谊文出版社出版了李洪志所著《中国法轮功》，1993年12月又由该社出版了修订本。1996年7月24日，中华人民共和国新闻出版署发布《关于立即收缴封存〈中国法轮功〉等五种书的通知》，下令将该书收缴、封存，禁止继续销售。
该社原先是由中国人民解放军总参谋部政治部宣传部主管、中国人民解放军总参谋部第二部主办。2016年深化国防和军队改革前，军事谊文出版社在国家新闻出版广电总局的登记信息是由中国人民解放军总参谋部主管，中国人民解放军总参谋部政治部主办。
2016年3月底，中央军委印发《关于军队和武警部队全面停止有偿服务活动的通知》。2016年5月7日，军队和武警部队全面停止有偿服务试点任务部署会议举行，7个大单位、17个具体单位被列为试点单位，新闻出版等重点项目被纳入试点范畴。自2015年起，各军队和武警部队出版社的新书及新项目均停止审批。

## 历任社长
……
- 张丽 大校（？—2008年）[9][10][11][12]
- 王启明 大校（？—？）[13]
- 邵宁 大校（2009年1月—？）[14]
- 曹晓建 大校（？—？）[15]